# František Gregor
František Gregor, slovaški hokejist, * 8. december 1938, Bratislava, Slovaška, † 10. marec 2013.
Gregor je igral za klub HC Slovan Bratislava v češkoslovaški ligi. Za češkoslovaško reprezentanco je igral na enih olimpijskih igrah, kjer je bil dobitnik bronaste medalje, ter več Svetovnih prvenstvih (brez olimpijskih iger), kjer je bil dobitnik po ene srebrne in bronaste medalje.